# Gorytes quadrifasciatus
Espèce
Gorytes quadrifasciatus est une espèce d'insecte hyménoptère de la famille des crabronidés.